# 聖殿站 (巴黎地鐵)
聖殿站（法語：Temple）是巴黎地鐵3號線的一個車站，開業於1904年10月19日，是巴黎地鐵3號線最初開業區間的車站。車站名稱來自於聖殿塔。

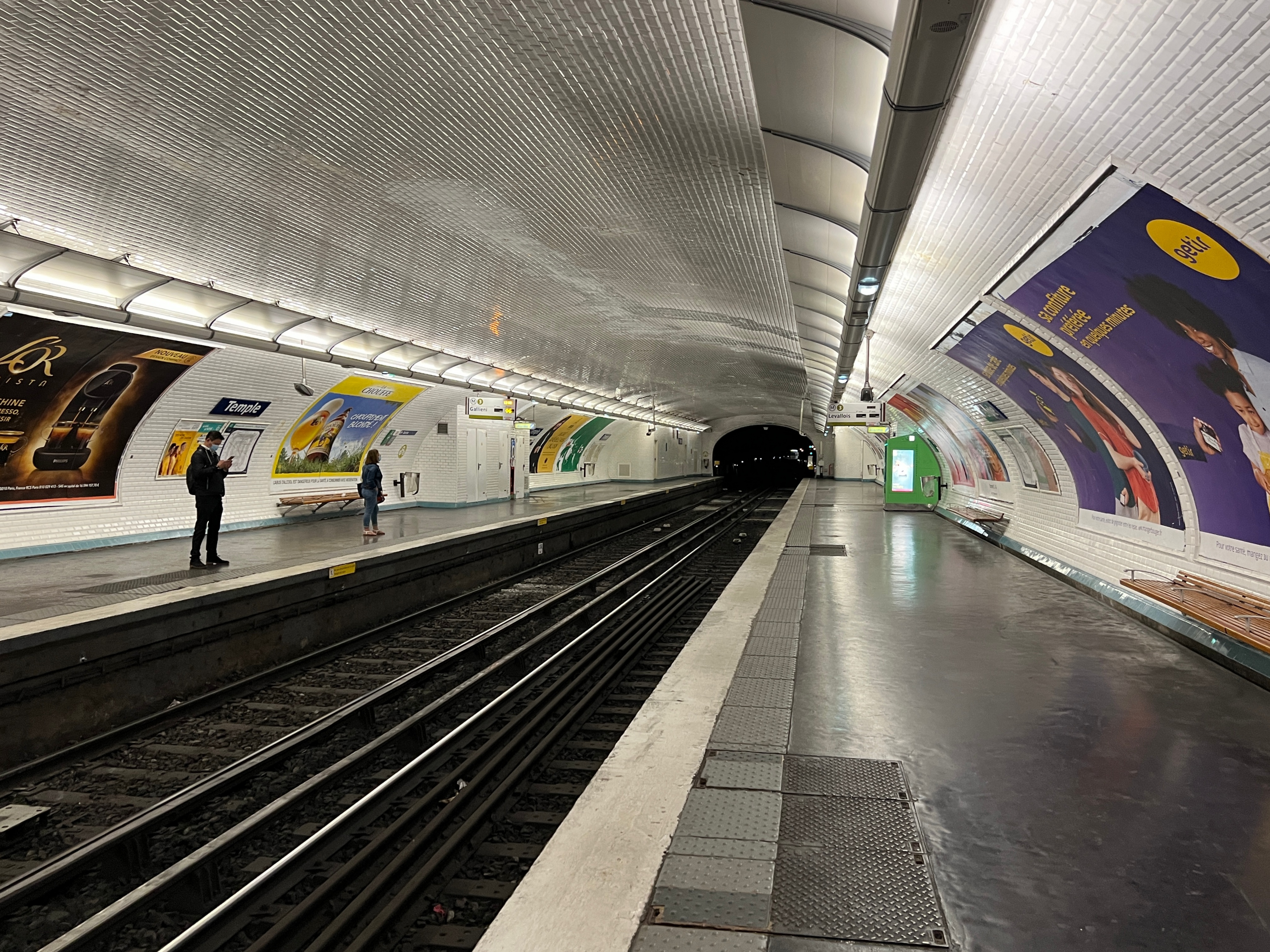
月台 (2022年5月)

## 車站結構
| 街道   |                    |                                 |
| B1     | 夾層               |                                 |
| 月台層 | 側式月台，右側開門 | 側式月台，右側開門              |
| 月台層 | 西行               | 往勒瓦盧瓦橋-培根（工藝美術館） |
| 月台層 | 東行               | 往加列尼（共和廣場）            |
| 月台層 | 側式月台，右側開門 |                                 |